# Epidendrum inornatum
Epidendrum inornatum är en orkidéart som beskrevs av Rudolf Schlechter. Epidendrum inornatum ingår i släktet Epidendrum och familjen orkidéer. Inga underarter finns listade i Catalogue of Life.